# HD 90071
HD 90071，又名CD-29 8306，SAO 178759、HR 4083，是一颗恒星，视星等为6.27，位于銀經268.56，銀緯22.64，其B1900.0坐标为赤經10h 18m 37.9s，赤緯-29° 22.64′ 23″。